# ستيفاني كول
ستيفاني كول (بالإنجليزية: Stephanie Cole)‏ مواليد 5 أكتوبر 1941 في سوليهل، وركشير، إنجلترا، المملكة المتحدة، هي ممثلة إنجليزية بدأت مسيرتها الفنية عام 1968.

## الأعمال
- 2004: دكتور مارتن (الدور: العمة جون)

## وصلات خارجية
- ستيفاني كول على موقع IMDb (الإنجليزية)
- ستيفاني كول على موقع ألو سيني (الفرنسية)
- ستيفاني كول على موقع ميوزك برينز (الإنجليزية)
- ستيفاني كول على موقع أول موفي (الإنجليزية)
- ستيفاني كول على موقع قاعدة بيانات الأفلام السويدية (السويدية)
- ستيفاني كول على موقع قاعدة بيانات الفيلم (الإنجليزية)
- ستيفاني كول على موقع كينوبويسك (الروسية)